# Happy Together (musikalbum)
Happy Together är ett album av The Turtles, släppt 1967. Albumet var ett av gruppens mer populära och innehöll hits som "She'd Rather Be With Me" och titelspåret. Låten "Like the Seasons" var skriven av då helt okände Warren Zevon.

## Låtlista
1. "Makin' Muy Mind Up" (Dalton/Montgomery) - 2:16
2. "Guide for the Married Man" (Bricusse/Feist/Miller/Williams) - 2:44
3. "Think I'll Run Away" (Kaylan/Volman) - 2:31
4. "The Walking Song" (Kaylan/Nichol) - 2:44
5. "I with you" (Bonner/Gordon) - 2:32
6. "Happy Together" (Bonner/Gordon) - 2:56
7. "She'd Rather Be With Me" (Bonner/Gordon) - 2:21
8. "Too Young to Be One" (Eisner) - 2:00
9. "Person Without a Care" (Nichol) - 2:25
10. "Like the Seasons" (Zevon) - 1:56
11. "Rugs of Woods and Flowers" (Kaylan/Nichol) - 3:05
12. "She's My Girl" (Bonner/Gordon) - 2:37
13. "You Know What I Mean" (Bonner/Gordon) - 2:02
14. "Is It Any Wonder" (Kaylan) - 2:32

Fotnot: Spår 13-14 är bonusspår på CD-utgåvan